# Filialkirche St. Peter und Paul (Lavant)

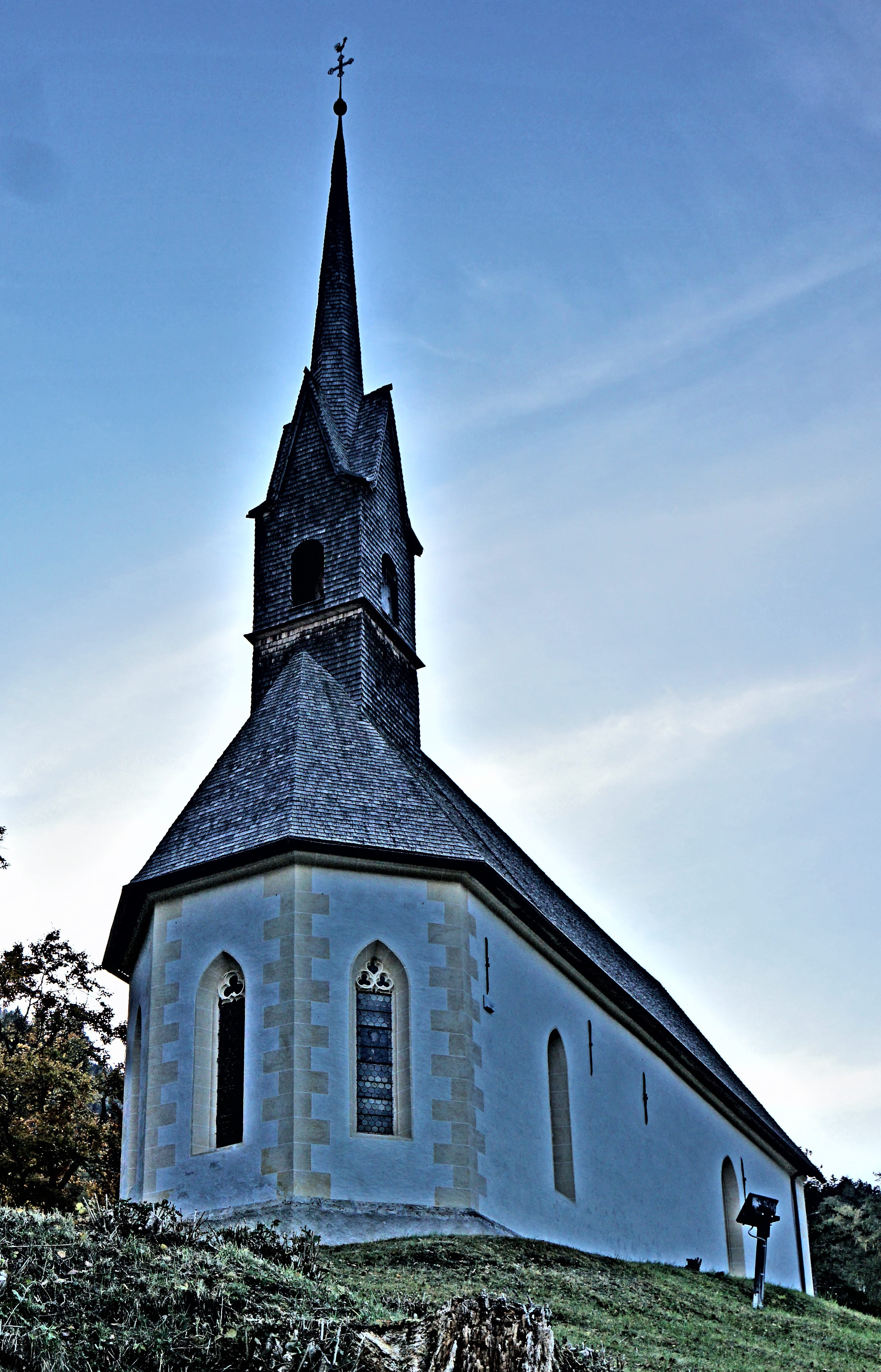
Lavant, St. Peter und Paul

Innenansicht

Auf dem Lavanter Kirchbichl steht westlich oberhalb der Wallfahrtskirche St. Ulrich das  spätgotische, römisch-katholische Kirchlein St. Peter und Paul. Es ist eine Filialkirche der Pfarre Lavant der Diözese Innsbruck.

## Geschichte
Die heutige Kirche wurde 1485 vom Bischof von Caorle geweiht.

## Bauwerk
Die einfache spätgotische Kirche mit polygonalem Chor und turmartigem Dachreiter ist über mehreren Vorgängerkirchen errichtet. Der Bau ist schindelgedeckt. Die Spitze des Dachreiters ist von einer Turmkugel mit filigranem Kreuz und Wetterhahn bekrönt.
Den Innenraum prägen die  flache, netzrippenartig profilierte Holzdecke und der netzrippengewölbte Chor.

## Ausstattung
Im Schrein des spätgotischen Flügelaltars steht eine gekrönte Maria mit Kind assistiert  von den Aposteln Petrus links und Paulus rechts. Im Gesprenge steht eine Kreuzigungsgruppe.
Der neugotische, linke Seitenaltar zeigt im Schrein die Krönung Marias.
Zur weiteren Einrichtung gehören ein gotisch verzierter Betstuhl, Kreuzweg-Gemälde und Votivbilder.

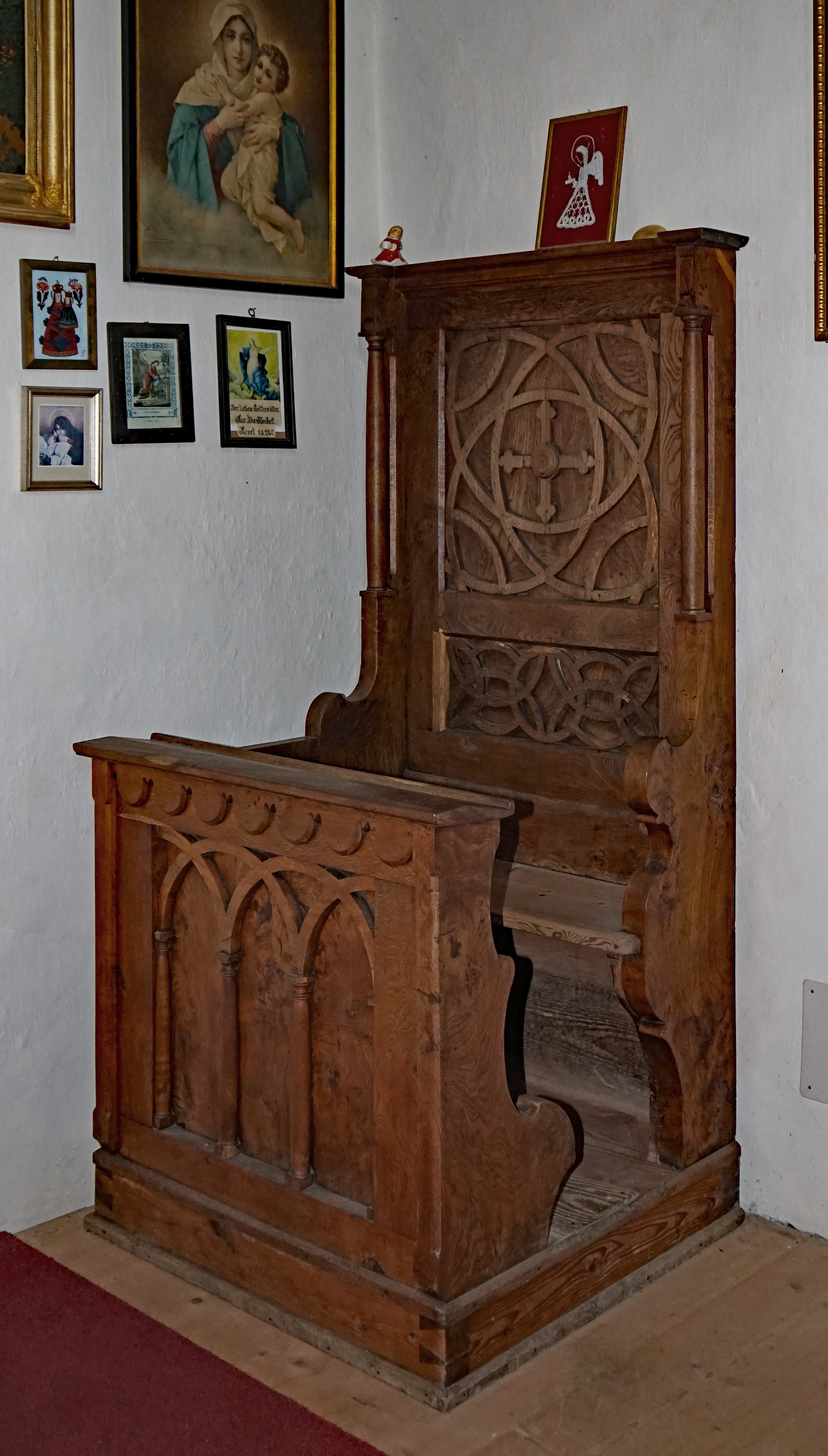
Betstuhl
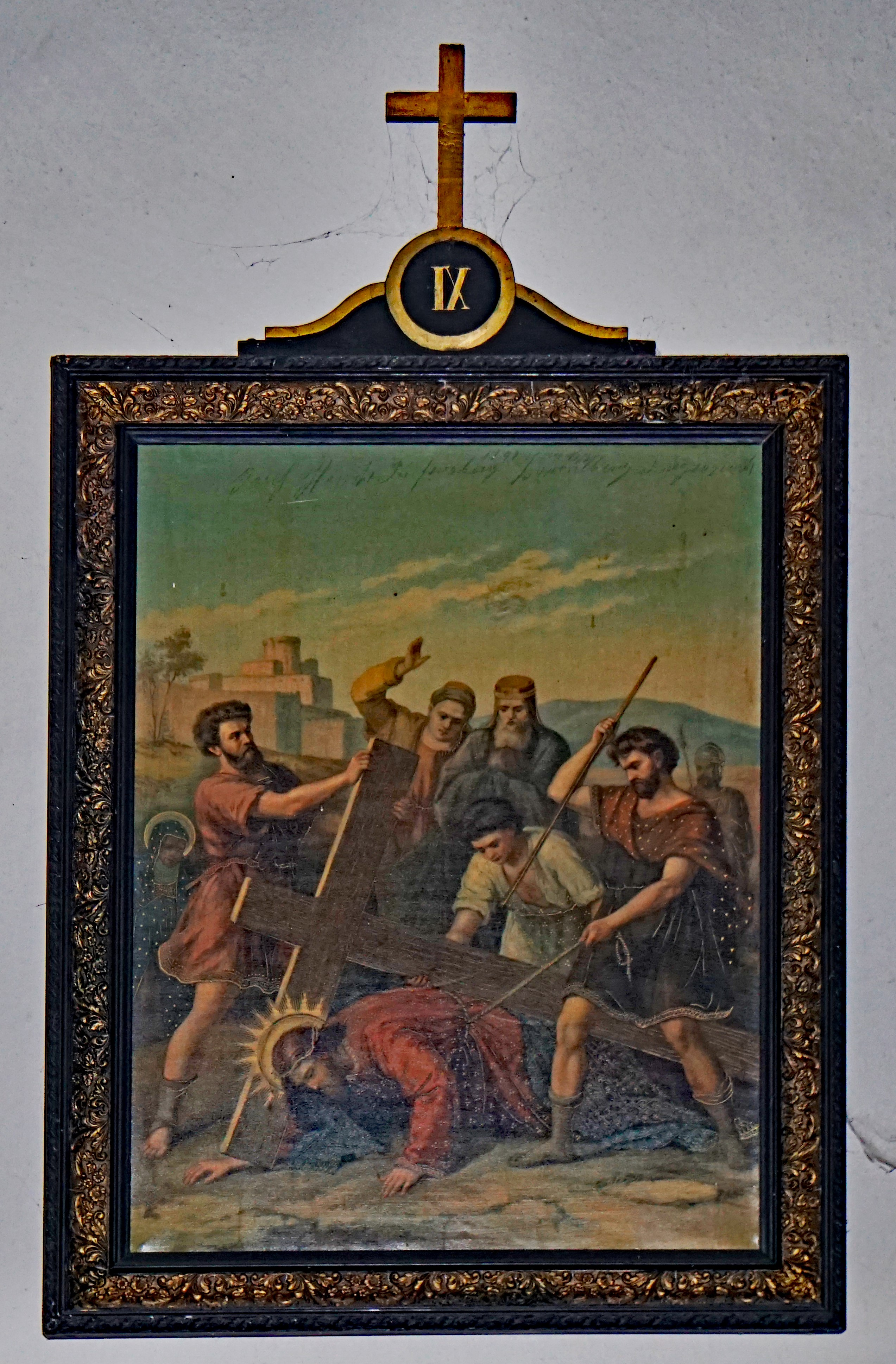
Kreuzweg-Gemälde
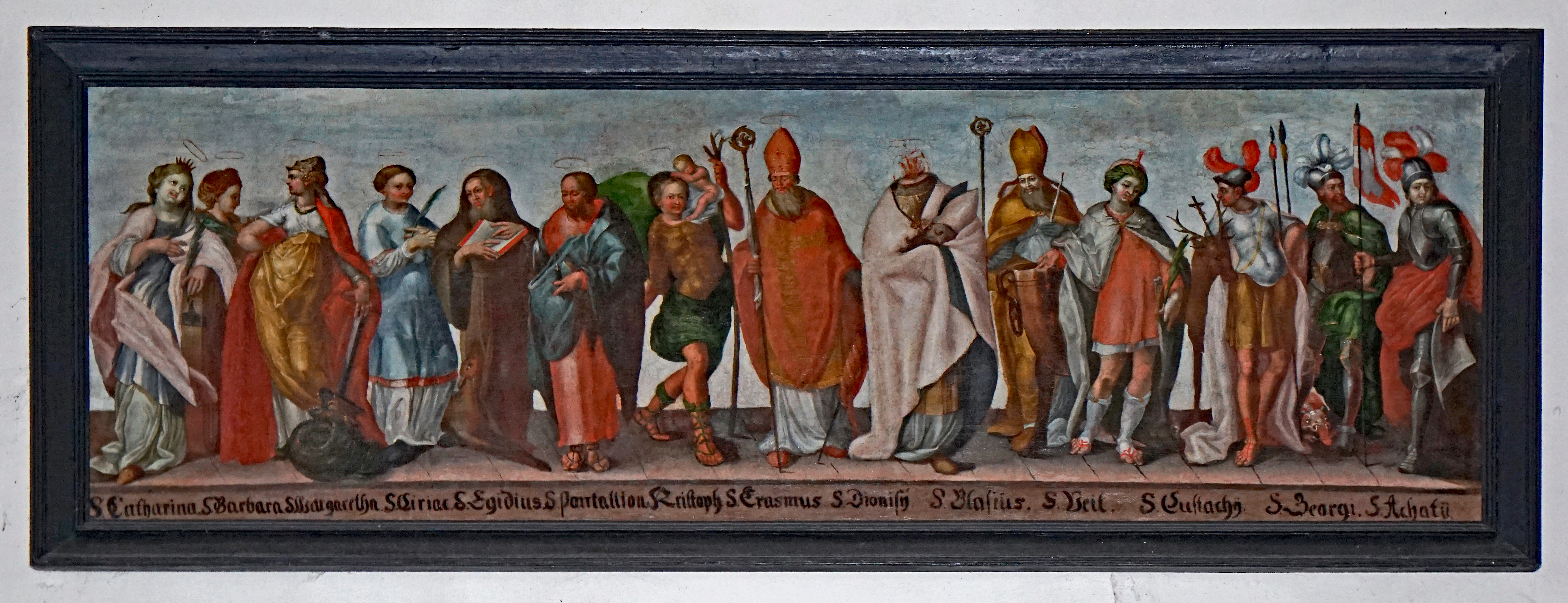
14 Nothelfer, Votivbild
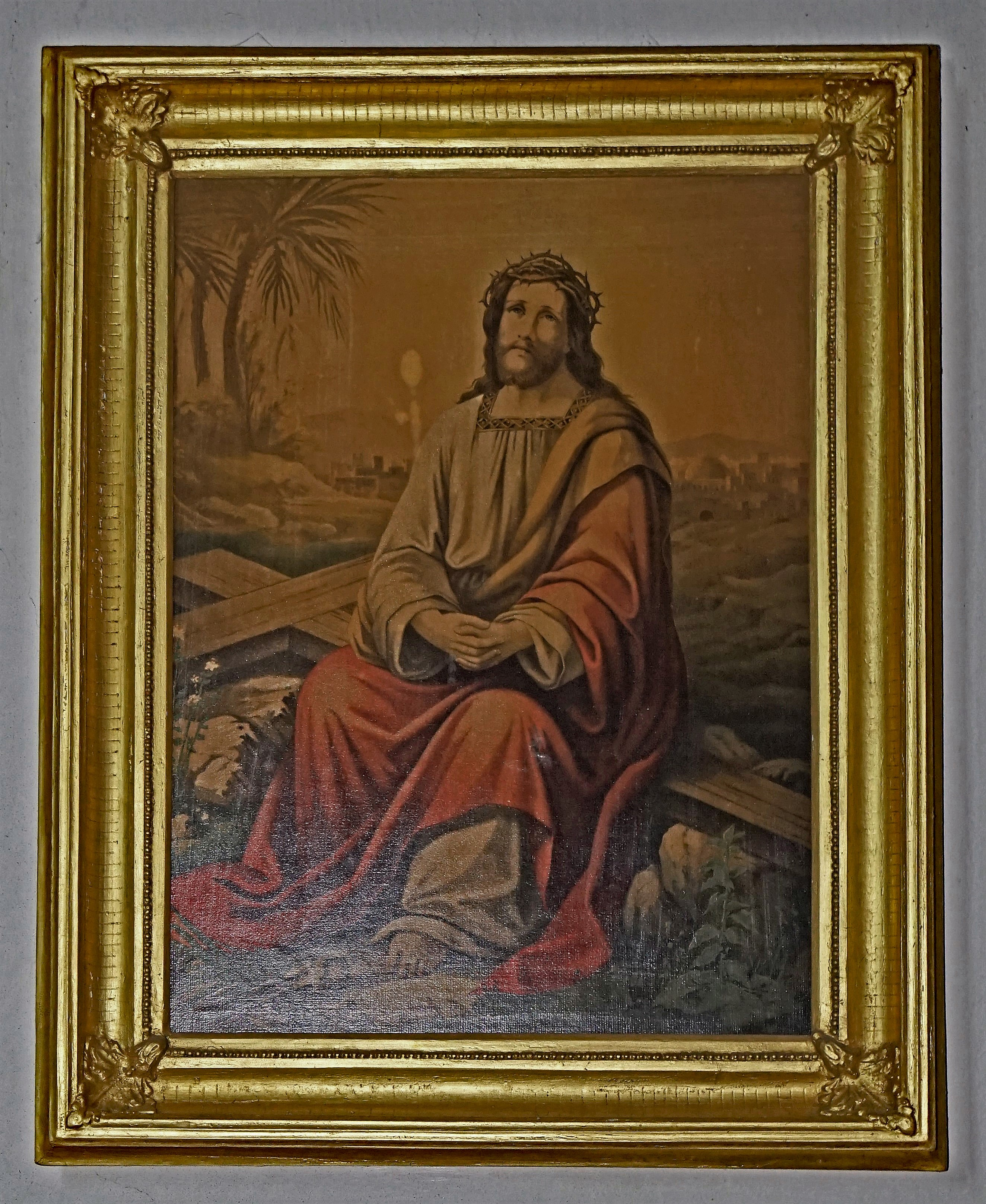
Votivbild Jesus in der Rast